# Elliott Nugent

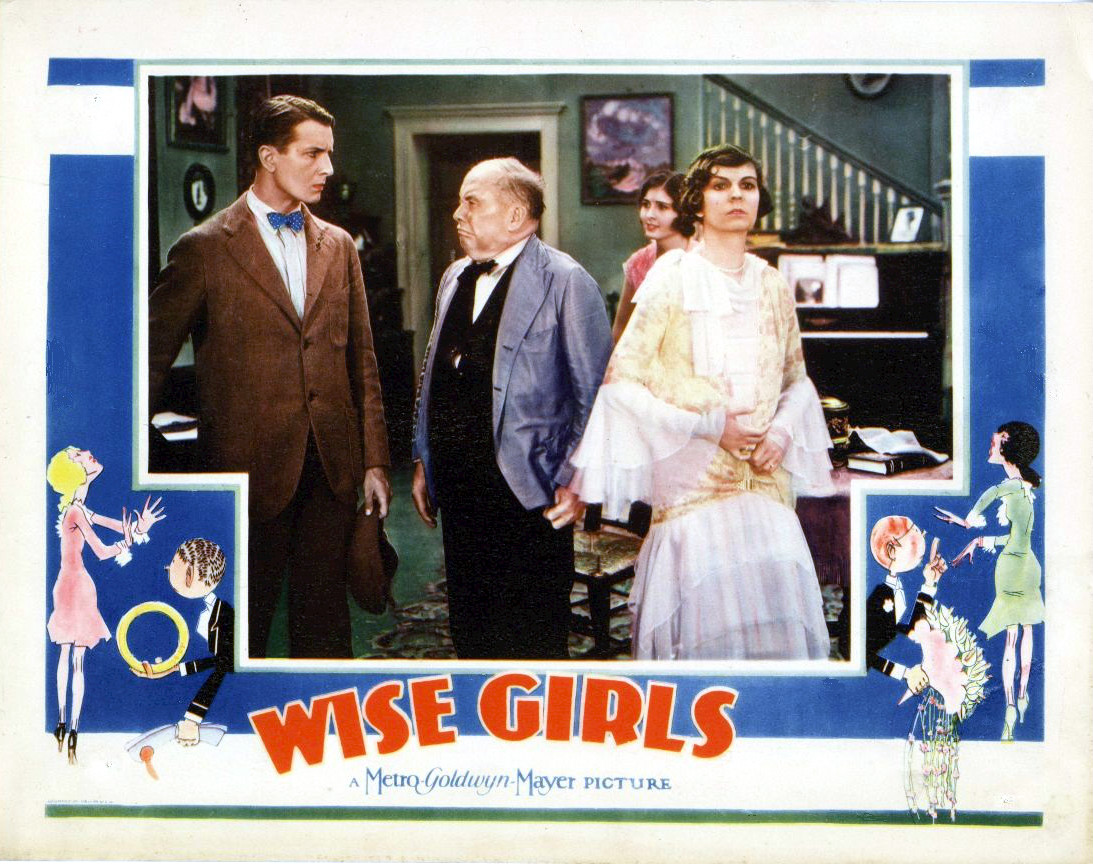
Elliott Nugent (till vänster) i ett lobbykort för Wise Girls (1929)

Elliott Nugent, född 20 september 1896 i Dover, Ohio, död 9 augusti 1980 i New York, var en amerikansk skådespelare, författare och filmregissör.

## Biografi
Nugent skrev tillsammans med James Thurber dramat The Male Animal (1940). Nugent själv och Gene Tierney spelade huvudrollerna när skådespelet uppfördes på Broadway. Dramat filmatiserades sedan som Än lever Adam (1942). Henry Fonda och Olivia de Havilland fick huvudrollerna; Nugent själv regisserade filmen.
En annan av de många filmer som Nugent regisserade var Åh, en sån deckare! (My Favorite Brunette, 1947) med Bob Hope, Dorothy Lamour och Peter Lorre i huvudrollerna.
Nugent skildrar sin alkoholism i självbiografin Events Leading Up to the Comedy (1965).
Nugents grav finns på Gate of Heaven Cemetery i Hawthorne, New York.

## Teater

### Roller
| År   | Roll         | Produktion                       | Regi | Teater                        |
| ---- | ------------ | -------------------------------- | ---- | ----------------------------- |
| 1923 | Eddie Hudson | The Wild Westcotts Anne Morrison |      | Frazee Theatre, New York, USA |